# Tillandsia leonamiana
Tillandsia leonamiana är en gräsväxtart som beskrevs av Edmundo Pereira. Tillandsia leonamiana ingår i släktet Tillandsia och familjen Bromeliaceae. Inga underarter finns listade i Catalogue of Life.